# Mônica Carvalho
Mônica Coleues Carvalho  (sinh ngày 28 tháng 3 năm 1971 tại Rio de Janeiro) là một nữ diễn viên và cựu người mẫu Brazil.

## Tiểu sử
Mônica Carvalho là con gái của người gốc Ba Lan đã nghỉ hưu Sérgio Carvalho và vợ, gốc từ Bahia và Bồ Đào Nha, Mary of Graces. Cô là em gái của thương gia, Sérgio Ricardo.

## Nghề nghiệp
Mônica Carvalho  bắt đầu sự nghiệp người mẫu từ năm 13 tuổi, vì cô thích tắm nắng trên bãi biển, cô được mời làm cô gái quảng cáo cho một nhãn hiệu kem chống nắng, sau đó tổ chức các chiến dịch quảng cáo khác. Năm 16 tuổi, cô được bầu chọn là "nàng thơ mùa hè" năm 1991 đã giành giải "Cô gái bọ cạp", một hộp đêm Brazil ở Hoa Kỳ. Năm 19 tuổi, cô quyết định theo đuổi nghề người mẫu một cách nghiêm túc, tham gia Ford Model. Đồng thời tham gia các khóa học tại nhà hát tại City College  và tại Nhà nghệ thuật Laranjeiras (CAL). Cô học diễn xuất ở thành phố New York nơi anh sống.
Lần ra mắt chuyên nghiệp của Mônica Carvalho đến vào năm 1993, trong show Đồ lót Brazil. Cùng năm đó, cô tham dự buổi khai mạc phiên bản thứ hai của tiểu thuyết Mulheres de Areia, xuất hiện trong một tập của Confissões de Adolescente  trong TV Cultura. Năm 1994, Mônica Carvalho đến Hội thảo diễn viên của Globo và có một vai khách mời ở Quatro por Quatro, với tư cách là bạn gái của người chơi Renato Gaúcho. Vẫn làm việc cho các vở kịch xà phòng Rede Globo História de Amor, Chocolate com Pimenta trong số những người khác, Mônica Carvalho cũng đóng vai hai nhân vật Malhação  cũng như các tập của loạt A Vida Como Ela É..., và chương trình xuất hiện trong Fantastic Vocalê Decide, đạt được thành công to lớn vào năm 2001 với tư cách Porto dos Milagres Maria do Socorro (Socorrinho).
Đó là trang bìa của các tạp chí Plástica & Beleza, Boa Forma e Amiga, trong các đài truyền hình khác làm việc trong các vở kịch xà phòng và Cidadão Brasileiro e Caminhos do Coração trong Rede Record, Nara Paranhos Vasconcelos làm nhân vật phản diện trong tiểu thuyết de Uma Amor SBT. Năm 2011, cô trở lại TV Globo, nó xuất hiện trong tiểu thuyết Fina Estampa, đóng vai thư ký Gloria Miller Monteiro.